# かんじるさんすう 1、2、3!
『かんじるさんすう 1，2，3!』（かんじるさんすう いち、に、さん!）は、2004年4月6日から2008年3月14日までNHK教育テレビジョンで放送されていた小学校1年生から3年生向けの学校放送（教科：算数）である。

## 概要
番組は、「せんせい」が出す数・量・形の応用問題に出演児童たちが答えながら学んでいくスタイルで展開。収録は、床がフローリングになっている児童館風のスタジオ「かずとかたちの部屋」で行われていた。
関連図書として、本番組出演者の坪田耕三と田中博史が監修した『NHK学校放送 かんじるさんすう 1、2、3! ひらめきワーク』（日本放送出版協会、2005年8月発行、ISBN 978-4-14-011210-6）がある。

## 放送時間
いずれも日本標準時、別の時間帯での再放送あり。
| 期間                         | 放送時間                                                       |
| ---------------------------- | -------------------------------------------------------------- |
| 2004年4月6日 - 2005年3月15日 | 火曜日 10:15 - 10:30 2005年3月22日の再放送もこの時間帯で実施。 |
| 2005年4月8日 - 2008年3月14日 | 金曜日 09:45 - 10:00                                           |

## せんせい
- 坪田耕三（青山学院大学教授、出演当時筑波大学附属小学校副校長）
- 田中博史（筑波大学附属小学校教諭）

## スタッフ
- タイトル映像 - 南家こうじ
- さんすうアニメーション - 青木よしお
- 音楽 - 柴草玲、高橋圭一
- ナレーション - 雪野五月